# Papírnický ostrov

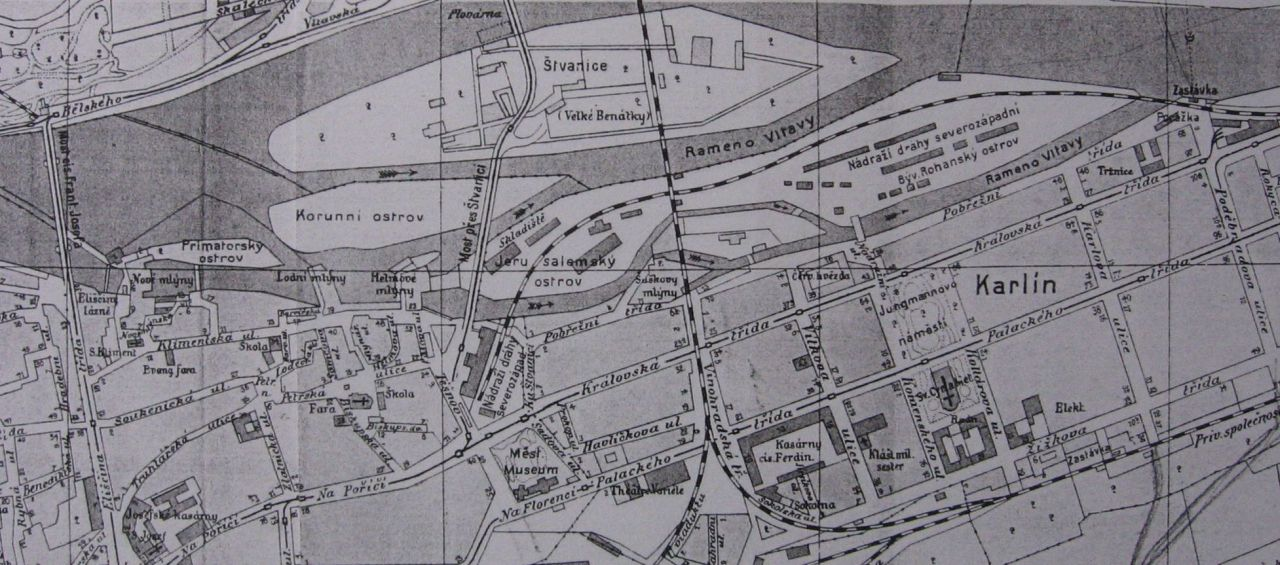
Vltava u Karlína kolem roku 1910

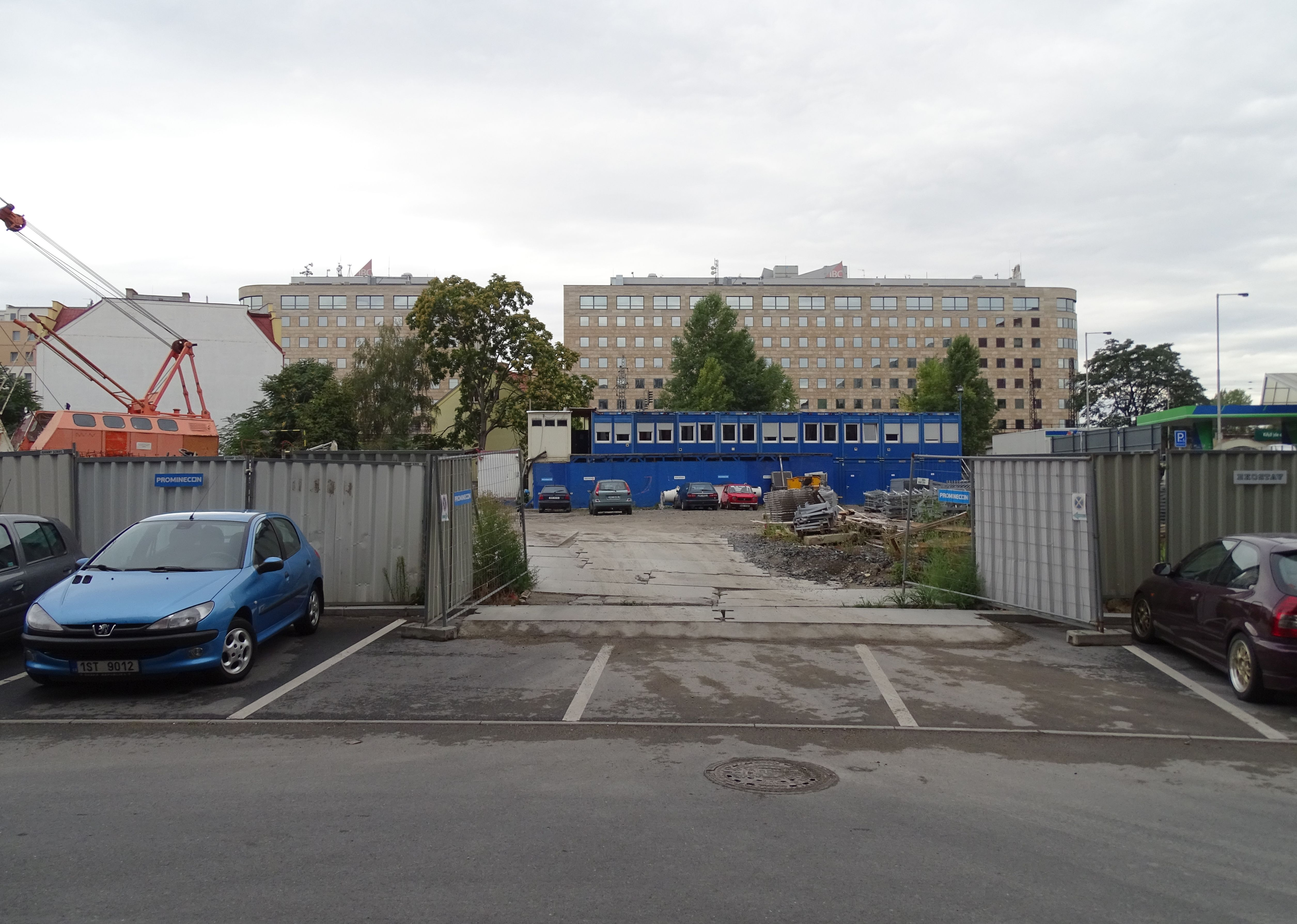
Oblast bývalého ostrova slouží zatím jako stavební dvůr

Papírnický ostrov je někdejší pražský vltavský ostrov, dnes část pražského Karlína.
Nacházel se při pobřeží na sever od dnešní Pobřežní, větší částí území na východ od Negrelliho viaduktu. Ze severu byl ohraničen ramenem Vltavy, po jehož zasypání vzniklo Rohanské nábřeží. Definitivně ostrov zanikl asi v letech 1920–1930. 
Papírna zde byla postavena již v roce 1500. Koncem 17. století zde byl postaven mlýn, který v roce 1761 koupil František Buriánek. Zahrada mlýna se pak stala oblíbeným výletním místem.

## Další názvy
- Buriánka